# La Stampa
La Stampa su jedne od najpoznatijih i najprodavanijih talijanskih dnevnih novina, tiskanih u Torinu i prodavanih diljem Italije ali i u drugim europskim državama. Vlasnici i upravljači novina su obitelj Agnelli.
Novine su osnovane 1867., pod nazivom Gazzetta Piemontese koje 1895. kupuje Alfredo Frassati, koji novinama daje sadašnji naziv i sadržaj. 
Poslije jake kritike koju je uputio ubojicama Giacoma Matteottia prisiljen je prodati novine Giovanniju Agnelliju.
Novine izlaze i na internetu od 1999. godine.

## Vanjske poveznice
- Službena stranica